# José Luis Borja
José Luis Borja Alarcón (Cabezo de Torres, Murcia, 29 de mayo de 1947) es un exfutbolista español. Jugaba de portero, se retiró con 30 años en el Real Club Deportivo Español.

## Trayectoria
Casado con Remedios que dieron lugar a 5 hijos y 8 nietos todos vivos actualmente fue retirado por una grave lesión en la rodilla y tuvo q dejarlo.
- 1963-68 Real Murcia Club de Fútbol
- 1969-71 Real Madrid Club de Fútbol
- 1971-76 Real Club Deportivo Español

## Palmarés
- 1 Copa del Rey con el Real Madrid en el año 1970.

- Datos: Q5941150